# Selecció de rugbi XV d'Itàlia
La selecció de rugbi d'Itàlia representa el país a les competicions oficials. Està representada per la Federació Italiana de Rugbi, activa des de 1929. L'equip és conegut també com els «Azzurri» o «Els Gladiadors de Roma» 
La selecció s'ha compromès a participar anualment al Torneig de les Sis Nacions, on s'enfronta a les millors seleccions nacionals europees: França, Gal·les, Anglaterra, Irlanda i Escòcia. Tots els partits del Torneig de les Sis Nacions que la Selecció Italiana de Rugbi juga com a local tenen lloc en l'Estadi Flaminio de Roma. Abans, fins a 1997, jugava al Campionat Europeu de Rugbi sota les seves diferents denominacions (Copa Europea, Copa de Nacions, Trofeu FIRA), i que va guanyar en la seva última edició en què va participar, al bienni 1995/97. A més a més, des de la seva primera edició de 1987, Itàlia sempre ha estat present en la Copa del Món de Rugbi, competició en la qual no ha estat encara capaç de passar de la primera ronda de grups.
Itàlia va ingressar l'any 2000 al Torneig de les Cinc Nacions, transformant-ho en l'actual Torneig de les Sis Nacions, obtenint als últims anys victòries importants sobre Escòcia, Gal·les, i França. Gràcies a l'entrada al torneig, actualment es troba als llocs d'elit del rànquing de la International Rugby Board, després del grup que comprèn els equips integrants del Torneig de les Sis Nacions, aquells del Torneig de les Tres Nacions, estant a un nivell similar que els equips oceànics.
Des de gener de 2011, el director tècnic és el francès Jacques Brunel.

## Història

### Els orígens del rugbi a Itàlia

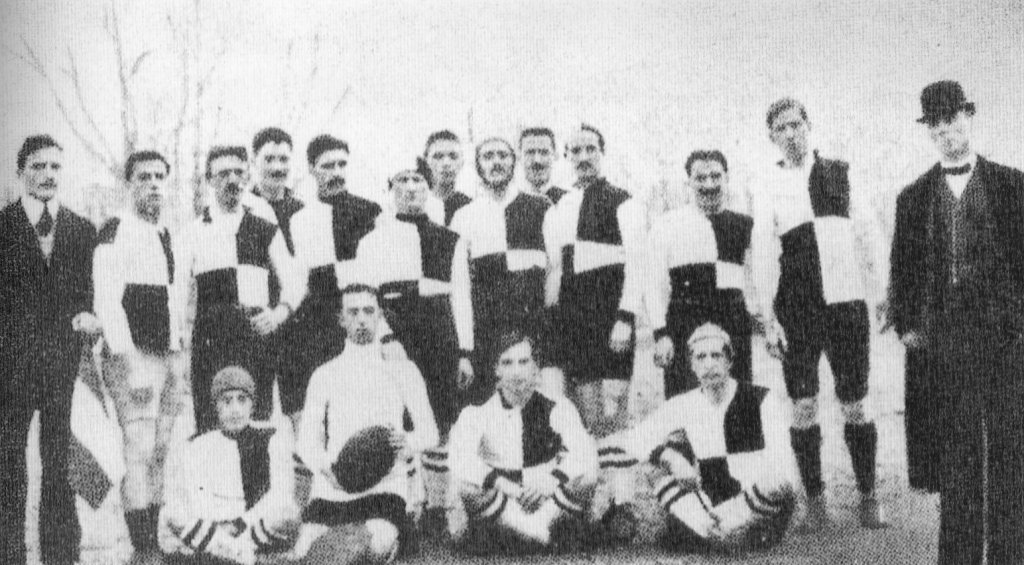
Una alineació de l'US Milanese de rugbi. Dret, a l'esquerra, Stefano Bellandi

El rugbi, alhora que el futbol, es va fer conèixer a Itàlia cap al final del segle xix, portat pels britànics que feien escala al port de Gènova. La difusió massiva del joc, tanmateix, es va deure a l'obra d'un pioner italià emigrat a França, Stefano Bellandi: nascut el 1892 en la província de Cremona, va haver de tornar a Itàlia per realitzar el servei i després de conèixer el rugbi a França es va entestar a difondre'l també a la seva pàtria.
Amb l'ajut d'un amic francès que vivia a Milà, Bellandi va aconseguir posar en marxa una secció de rugbi dintre de la Unione Sportiva Milanese, club de futbol avui dia desaparegut, que en aquella època competiaen el campionat nacional amb els seus conciutadans de Football Club Internazionale Milanol'Inter -amb els que es fusionarien a la fi dels anys vint- i l'Associazione Calcio Milan.
A la primavera de 1910, a Torí, va tenir lloc un partit entre dos clubs de futbol no italians, el Servette de Ginebra, i el Sporting Club Universitaire de France, seguint les normes del rugbi. A partir d'aquest esdeveniment, va néixer el primer club de rugbi italià: el «Rugbi Club Torino». Però seria dissolt després d'un sol partit disputat contra la Unione Sportiva Pro Vercelli Calcio, club de futbol entre els més forts de l'època.
Encara que els inicis de l'esport a Itàlia es van produir a Torí, va ser a Milà on la nova disciplina va tenir el seu ple desenvolupament. El primer partit de l'U.S. Milanese es va disputar en l'Arena Cívica de Milà el 2 d'abril de 1911 contra un equip francès, que es va imposar per 15-0. Tal va ser l'entusiasme del públic que abans d'un any, a l'inici de 1912, l'equip milanès va organitzar un altre partit, a Vercelli, contra la U.S. Chambéry. Encara que en aquesta ocasió també va tindre una derrota, aquesta va ser de menor entitat -els francesos van guanyar 12-3-.

## El naixement de la Federació i de la Selecció Nacional
Tan bon punt el conflicte va acabar, Stefano Bellandi intenta reactivar la disciplina: demana asil al Sport Club Itàlia, era amic del seu president Algiso Rampoldi, i amb la col·laboració d'alguns amics més, torna a posar dret un equip de rugbi que es fa conèixer el gran públic gràcies a la premsa; el 26 de juliol de 1927 va ser finalment creat un «comissionat de propaganda» que va constituir el preludi del naixement d'una federació nacional que regulés l'activitat del rugbi, que aleshores ja estava difosa per tota la península -a part de Milà, també Torí, Udine, Roma, Nàpols i altres ciutats-. Així doncs, el 26 de juliol de 1928 a Roma, veu la llum la Federació Italiana de Rugbi.

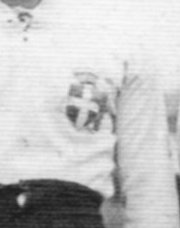
Escut de la Selecció Nacional dels anys 30.

La Selecció Nacional neix quasi al mateix temps que el primer campionat italià: el 20 de maig de 1929, a l'Estadi de Montjuïc de Barcelona, es va veure el partit contra la també debutant Espanya, estant l'àrbitre el francès Brutus. Els espanyols -de fet una selecció catalana oficialment vestida amb els colors -d'Espanya-, es van imposar 9-0 i un any més tard, el 29 de maig de 1930, van tornar la visita en el que va ser el primer partit a casa d'Itàlia.
A Milà, els «Azzurri», que en aquella ocasió vestien encara samarreta gairebé tota blanca, van guanyar 3-0. Els jugadors d'aquella primera trobada a Barcelona van ser: Dondana, Cesani, Dora, Vinci II, Vinci III, Vinci IV, Modonesi, Balducci, Paselli, Raffo, Allevi, Barzaghi, Altissimi, Bottonelli, Bricchi. Roma i Milà es van dividir a parts iguals la representació: sis jugadors de la capital, inclosos els germans Vinci, d'altres de l'anterior U.S. Milanese (ara l'Inter) i Brescia va contribuir amb dos homes, però el capità Dondana, provenia del Michelin Torino, de Torí.

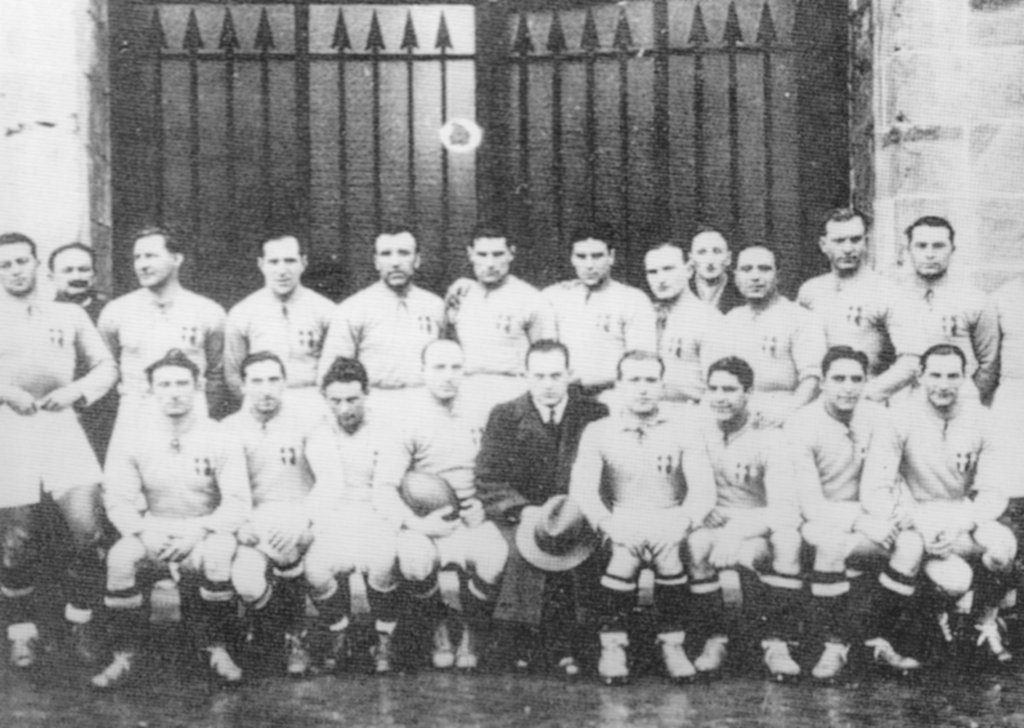
Una alineació de la selecció italiana de 1933

Malgrat una polèmica de caràcter político-organitzatiu que va portar el naixement de la FIR, de la successiva reorganització radical com Federazione Italiana della Palla Ovale i, posteriorment per raons autàrquiques, com Federració Italiana de Rugbi, 11 als cinc anys successius la Selecció Nacional es va enfrontar a les seleccions més fortes d'Europa continental -les quatre britàniques de la IRB constituïen un grup a part), Txecoslovàquia -derrotada dues vegades, a Milà i Praga durant 1933-, Romania -victòria a Milà 7-0 eln 1934- i Catalunya -empat a 5 a Barcelona el 1934-. La primera derrota després del partit inicial, va tenir lloc a Roma el 1935 contra França que, fins a 1983, va ser l'únic equip d'alt nivell fora de la IRB i, fins a 1988, l'única de les participants al Cinc Nacions que va concedir a Itàlia «Test Match» oficials.
El 2 de juny de 1934, la FIR, la Federació Francesa de Rugbi i la Federació Alemanya de Rugbi van ser els estendards d'un front comú que propugnava la formació d'una federació internacional alternativa a la IRB, i van constituir a París, juntament amb altres federacions nacionals europees, la Federació Internacional de Rugbi Amateur o FIRA. La nounada associació va iniciar un torneig, originàriament anomenat «Trofeu FIRA» -que perdura com European Nations Cup-, un veritable campionat europeu de rugbi, en el qual Itàlia va participar fins al 1997.
Durant la Segona Guerra Mundial va continuar l'activitat tot el possible: el campionat italià es manté fins al 1943 i la selecció nacional va seguir endavant fins a maig de 1942; l'últim partit disputat abans de la llarga interrupció que va durar fins a la fi de 1948 va ser contra Romania a Milà. Durant el Feixisme italià, a pesar d'haver estat vist inicialment malament per ésser originàriament anglès, es decideix promoure-l a tots els nivells com a exemple de companys i espíritu de lluita; Achille Starace, secretari del Partit Nacional Feixista, va sostenir que «El joc del rugbi, esport de combat, ha de ser practicat i àmpliament difós entre la joventut feixista». Un dels factors condicionants per al desenvolupament del rugbi a l'època de postguerra va ser aquesta mateixa politització de la disciplina, a la qual durant llarg temps se'l va etiquetar d'«esport feixista».

### Postguerra immediata

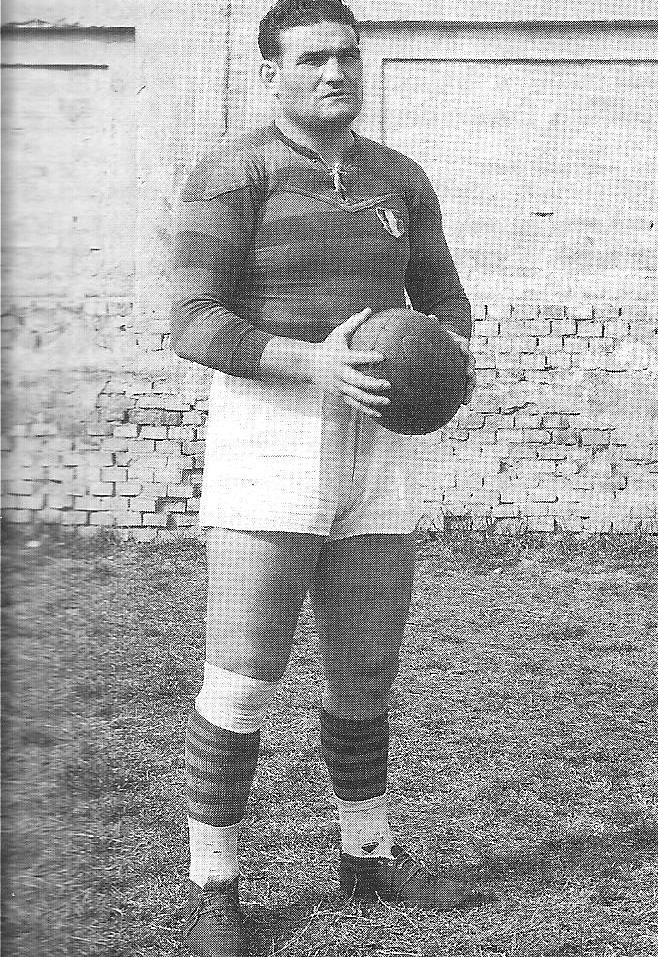
«Maci» Battaglini, cinc vegades internacional entre les dues postguerres.

La tornada a la normalitat després de la guerra va ser per etapes: el campionat italià torna el 1946, l'activitat internacional, amb el Cinc Nacions el 1947, però la selecció italiana hauria d'esperar fins a març de 1948 per tornar al terreny de joc: durant els 13 primers anys, 12 tècnics van ocupar la direcció tècnica, al ritme d'un a l'any de mitjana.
De fet, es tractava sovint de parelles o de tornades al càrrec, per exemple, el francès Julien Saby un dels artífexs del desenvolupament tècnic del rugbi a Itàlia, va tenir tres mandats, dels quals dos van ser fent parella amb un altre tècnic; el mateix Luigi Bricchi va ser tècnic vuit vegades, en sis d'elles al costat d'un o més col·legues.
L'any 1947 es va confiar l'equip a l'exjugador Tommaso Fattori, antic jugador de la Società Sportiva Lazio, del Rugby Roma Olimpic i l'Amatori Milano i futur tècnic del l'Aquila. Va dirigir a l'equip en dos partits, tots dos el 1948, contra França B (derrota a Rovigo 6-39) i contra Txecoslovàquia (victòria a Parma 17-0). Però les diferències entre el millor equip continental, França i Itàlia i alhora entre la mateixa Itàlia i els altres adversaris, eren manifestes: els "Azzurri" podien mantenir el ritme contra els altres equips, però no de guanyar als gals, ni tan sols quan aquests no presentaven la millor alineació. Malgrat el creixement del joc al triangle format per Treviso, Pàdua i Rovigo, ràpidament seguits per Nàpols, Roma, Parma i L'Aquila, la selecció no aconsegueix durant molt de temps ser competitiva fora de l'àmbit de La Copa de les Nacions/Trofeu FIRA, en la que sempre dominava França: fins a 1968 no es deixa escapar cap edició del torneig i, a més a més, era l'únic equip continental que anualment s'enfrontava amb els quatre britànics al Torneig de les Cinc Nacions.
A nivell continental, l'oponent principal d'Itàlia era, tanmateix, Romania, que havia vist com creixia el seu nombre de participants a partir de 1950 -eren 1.500 després de la guerra i 13.500, nou vegades més, a la fi dels anys 70-, i que treien als «Azzurri» la plaça d'honor a La Copa de les Nacions, i fins i tot van ser capaços, per fi, de guanyar els francesos, cosa que els italians van aconseguir molts anys més tard.
Estava clar que només enfrontant-se amb els països més avançats podia el rugbi italià tenir una ocasió per créixer, i el 1956 es va organitzar una gira informal -no es podia considerar oficial, ja que no es va programar cap «test matx»- a Gran Bretanya: tres partits i tres derrotes per a Itàlia, contra els gal·lesos del Swansea (5-14) i del Cardiff Blues (2-8) i els londinencs Harlequins (14-15), que pel que es veu és una derrota més petita del que es temia; la gira es va repetir dos anys més tard i, a l'últim partit de la sèrie, després de dues derrotes contra el Contee londinès 3-9 i el Blackrock 8-18, Itàlia guanya 5-3 als irlandesos del Cork; pel que fa als «test matx» que es van disputar prop d'aquestes gires, tots van ser victòries contra Alemanya Occidental (12-3 el 1956, 8-0 el 1957 i 11-5 el 1960),) Txecoslovàquia, i Romania, però contra França novament quatre derrotes (3-16 el 1956, 6-38 el 1957, 3-11 el 1958 i 0-22 el 1959).

### L'obscuritat a Europa
Als inicis dels anys 60 la situació estava consolidada i així es manté pràcticament durant els següents 30 anys: els equips britànics fora del mapa, almenys pel que fa a seleccions nacionals, quedant com a referència França per a la resta d'Europa, que era l'única selección del continent que tenia permès competir anualment contra les quatre «Home Nation» i que per un altre costat estava immergida en La Copa de les Nacions. I després d'ells, Itàlia, regularment derrotada per França, i que lluitava per la segona plaça amb Romania. I tots dues, un graó per damunt de la resta dels equips europeus. Tanmateix, el 14 d'abril de 1963, Itàlia va estar a un pas d'interrompre la supremacia francesa: a Grenoble, al partit que va veure el debut de Marco Bollesan com a internacional, els italians guanyaven per 12-6 pocs minuts abans del final.
Un assaig transformat pels francesos (aleshores valien 5 punts) va posar el marcador 12-11, i un cop de càstig va remuntar el marcador al mateix final (12-14). Tots els que aquell dia van veure esfumar-se aquell somni s'ha mantingut inesborrable l'actuació d'Elio Fusco, mig de melé de la selecció i del Partenope.

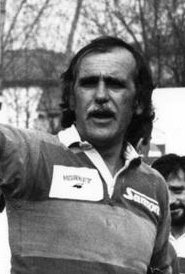
Isidoro Quaglio, Director tècnic el 1977 durant dos partis

Aquesta empresa, frustrada per tan poc, semblava a tots el preludi d'un veritable salt de qualitat que encara no es produiria. L'any 1965, la FIRA decideix canviar el torneig europeu anomenant-lo Copa de les Nacions i estructurant-lo en divisions: Itàlia va ser enclavada en la 1a divisió del torneig a la temporada 1965/66, situant-se segona i perdent, com de costum, (0-21) contra França, al Stadio Dell'Arenaccia de Nàpols.
Però va ser l'edició successiva, a la temporada de 1966-67, la que va frustrar les ambicions italianes de col·locar-se en un nivell superior: la selecció només va ser capaç de guanyar a la Selecció de rugbi de Portugal (6-3), però perd 3-24 contra Romania i 13-60 contra França. A partir d'aquest moment i durant 28 anys, la federació francesa no en concedeix més als italians cap «Test Match» i només els enfrontava davant la selecció "B".
Però el més greu va ser que Itàlia, a causa d'aquests resultats, descendeix a la 2a divisió europea, per tant fora també dels partits importants, el que la porta a no participar en la Copa de les Nacions de 1967-68, decidint concentrar-se durant 1968 en alguns partits contra la selecció de Portugal (17-3), i Alemanya occidental (22-14), tanmateix, el partit contra Iugoslàvia de finals d'any (22-3), si va ser vàlid per a la 2a divisió de La Copa de les Nacions amb el que Itàlia va recuperar la seva posició en la màxima divisió per a l'edició successiva. La Federació Italiana va arribar a la conclusió que, amb la idea d'engrandir l'experiència internacional italiana, calia fer-la sortir d'Europa. El 1970 es va organitzar la primera gira oficial «azzurra», a Madagascar, amb Bollesan com a capità, se'n van jugar dos «Test Match» contra Madagascar el 24 i el 31 de maig, acabant tots dos amb victòria italiana.
Tres anys més tard, l'experiència es va repetir, però aquesta vegada més extensa: la Selecció, sempre amb Bollesan de capità, va realitzar l'anomenat «Tour de l'Àfrica Meridional» a Sud-àfrica i Rhodèsia -com es deia, aleshores, a Zimbabwe-, per encarar-se amb diversos equips, entre ells un «Test Match» contra Rhodèsia en Salisbury (derrota 4-42), però el més destacable va ser la victòria a Port Elizabeth 24-4 sobre els «South African Leopards», de fet la Selecció sud-africana «de color». La importància d'aquest «Tour», en què es veu per primera vegada al rugbi italià com protagonista d'una actuació prestigiosa en un país de llarga tradició, encara és reconeguda avui dia, tant és així que aquest viatge encara es veu com una pedra angular al rugbi nacional italià.

### L'època de les gires i la lenta recuperació
En aquesta època, el torneig europeu canvia la seva denominació de Copa de les Nacions a Trofeu FIRA, estant Itàlia absent; però tornarà novament el 1971, encara que no seria fins al 1974 quan va competir en la màxima categoria. Sota el mandat del gal·lès Roy Bish, primer britànic després de John Thomas -seleccionador en un sol partit al principi de la selecció- que la dirigia, l'equip va acabar tercer al Trofeu FIRA 1974-75, demostrant grans avenços en el joc i resultats, amb l'empat 3-3 contra Romania, guanyadora del torneig i capaç pocs mesos abans de guanyar la totpoderosa França.
En aquests dos anys hi va haver dues gires per Gran Bretanya, en 1974 a Anglaterra -tres derrotes contra altres tantes seleccions locals de comtats- i el 1975 a Anglaterra i Escòcia -una victòria i dues derrotes, una d'elles a Newcastle upon Tyne, contra Anglaterra sub23 per 13-29-. Darrere el segon lloc aconseguit en el Trofeu FIRA 1975-76, gràcies a la victòria contra Romania, a la fi de 1976 hi va haver un partit no oficial contra Austràlia a Milà, que els «Azzurri» van perdre amb un satisfactori 15-16; aquesta victòria moral va alimentar grans esperances que es van esvair ràpidament amb el Trofeu FIRA 1976-77. El fracàs contra Romania va portar a la dimissió de Bish i l'arribada d'Isidoro Quaglio, internacional fins a la temporada anterior i un dels protagonistes de la gira de 1973. El 2 d'abril de 1977, Itàlia venç a Polònia 29-3, però l'1 de maig següent va ser superada 0-69, per Romania, la pitjor derrota italiana als següents 22 anys. El fracàs va provocar també la sortida del càrrec de Quaglio, solament dos partits i un mes després de la seva arribada.

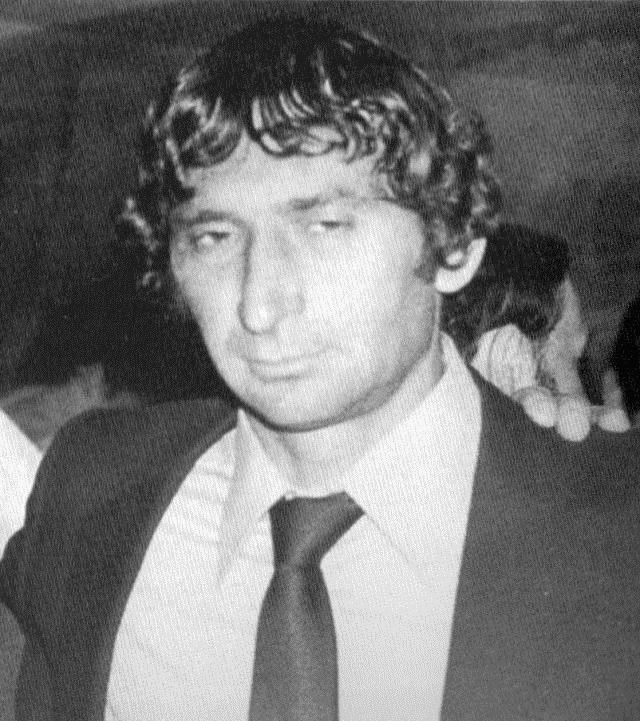
Pierre Villepreux, director tècnic de l'any 1978 fins al 1981.

Va ser en aquest període quan els clubs del campionat italià van començar a incloure jugadors estrangers: una selecció, rebatejada com «XV del President», formada per 12 italians i tres estrangers militants a la Sèrie A -els sud-africans Dirk Naudè i Nelson Babrow i el francès Guy Pardiès-, es va enfrontar a la fi de 1977, a Pàdua, a la selecció de rugbi de Nova Zelanda en un partit sense la qualificació de «Test Match», però que va ser esperançador per la curta derrota (9-15); el 1978 la selecció va passar a les mans d'un jove tècnic que en aquell temps tenia 35 anys, el francès Pierre Villepreux, que el 24 d'octubre debutaria al banc «azzurro» en Rovigo portant a l'equip una convincent victòria per 19-6 contra Argentina.
Entre els resultats dignes d'ésser esmentats d'aquest període també es troba l'empat a Brescia 6-6 contra Anglaterra sub23, el 16 de maig de 1979, i la derrota 12-18 contra el XV neozelandès en un partit sense validesa de «Test Match» disputat en Rovigo el 28 de novembre de 1979. Villepreux va dirigir el 1980 una gira per Oceania i l'Amèrica del Nord; només es van disputar dos «Test Match», a Suva contra Fiji (derrota 3-16), i a Avarua contra les Illes Cook (derrota 6-15), entre els dos «Test» hi va haver un partit més rellevant, encara que no fos oficial, contra la selecció de rugbi de Nova Zelanda júnior a Auckland, perdent per 13-30.
Una nova sortida sense «Test Match» va ser organitzada el 1981 a Austràlia: nou partits, dels quals es van vèncer set i se'n van perdre dos, un contra la selecció de Queensland, i l'altre contra l'equip que avui es coneix amb el nom de «Brumbies». El contracte de Villepreux va arribar a la seva fi, i l'equip va passar a les mans de la parella Pulli - Paladini, que van debutar al Trofeu FIRA 1981-82, amb un empat 12-12 en Moscou contra la selecció de l'URSS, continuant amb una clara victòria contra Alemanya Occidental, i una altra igualment convincent contra la selecció de Romania. Per enèsima vegada, Itàlia perdria contra la selecció de França, però de tota manera es va assegurar la segona posició final. A l'edició de 1982-83, Itàlia va aconseguir també classificar-se per davant els seus eterns rivals francesos: de fet va ser segona amb tres victòries, un empat a 6 contra França en Rovigo i una derrota davant de Romania. El 1983-84, Itàlia es va col·locar tercera per diferència de punts amb Romania, -amb tres victòries i dues derrotes cadascuna-.
Entre els anys 70 i 80 va ser un dels millors períodes, pel que fa a resultats i creixement a nivell internacional, del primer mig segle de vida de la selecció italiana: el cim d'aquests progressos va ser el primer partit oficial contra una selecció de la International Rugby Board: a Rovigo, al Stadio Mario Battaglini, el 22 d'octubre de 1983, la selecció de rugbi d'Austràlia surt al camp per enfrontar-se als «Azzurri». El partit va acabar 29-7 a favor dels «Wallabies», amb cinc assaigs contra un d'italià de Gianni Zanon, convertit per Stefano Bettarello. Més enllà de la derrota el partit té encara el valor, per al rugbi italià, de ser el primer pas cap a l'entrada al club dels grands de la IRB.

### La Copa del Món
El 22 de març de 1985 a París, la IRB, per contrarestar el risc, fomentat per un productor televisiu australià, del naixement d'una competició internacional professional paral·lela a l'activitat oficial amateur, decideix crear un banc de proves comú per a totes les seleccions, per tal d'establir un rànquing que anés més enllà de les gires anuals. Neix així la Copa del Món de Rugbi, pensada inicialment com una competició reservada a les federacions inscrites en la International Rugby Board (IRB) però que va ser ampliada als països emergents per iniciativa del president de la Federació Francesa de Rugbi, Albert Ferrasse, que va condicionar així el seu vot favorable a la creació de la competició. Itàlia l'ampliació la va afectar directament perquè era una de les vuit federacions inicialment invitades a la primera edició, va intensificar la seva activitat internacional d'alt nivell: ara que l'existència d'una competició oficial de nivell mundial constituïa una data ineludible per a tothom, tant per a les seleccions de la IRB -les quatre britàniques, la d'Austràlia, la de Nova Zelanda i la de França, que havia entrat el 1978- com per a aquelles que aspiraven a entrar. Itàlia mateixa estava en aquest moment en tràmits d'adherir-se a la IRB, organisme on va ser admesa oficialment el 1987 i, des de 1991, també amb dret a vot. L'organització de la primera edició, programada per a 1987, va ser assignada conjuntament a Austràlia i Nova Zelanda, d'altra banda, les dues federacions més interessades en la seva creació.
Després de la votació de París van ser els anglesos els primers d'organitzar un partit contra els «Azzurri», però encarra no era un «Test Match»: 29 anys més tard Itàlia tornava al prestigiós estadi de Twickenham, però perdria 9-21 contra la selecció d'Anglaterra B; poc després, al juny, tenen lloc dos «test» contra Zimbabwe amb altres tantes victòries, 25-6 en Bulawayo i 12-10 una setmana més tard en Harare.
El 22 de maig de 1987 és una data històrica per al rugbi i també per a Itàlia: es tracta del dia de la inauguració de la primera Copa del Món de Rugbi, i allà estava la selecció «azzurra», dirigida des de la banqueta per Marco Bollesan, enfrontant-se en Auckland contra l'equip local neozelandès, una mica impensable fins aleshores: com era d'esperar, els «All Blacks» van guanyar, i àmpliament, imposant-se 70-6; encara que el rugbi italià estava en creixement, la diferència amb les millors seleccions del món era encara gran, i els detalls del resultat serveixen per mostrar la diferència de les prestacions: contra el cop de càstig i el «drop» marcats pels italians, els «All Blacks» van anotar 12 assaigs -que en aquell temps valien 4 punts cadascun-, dels quals 8 van ser transformats, i dos cops de càstig. Itàlia va confiar bona part de les possibilitats de classificar-se per a quarts, després de la derrota 16-25 contra l'Argentina que es va produir després d'un partit semblant pel que fa al joc a la mà-dos assaigs, un d'ells transformat en cada part- però on els sud-americans van ser superiors en el joc al peu -cinc cops de càstig contra dos italians-, a l'últim partit contra Fiji que va ser guanyat 18-15; però, per la diferència d'assaigs desfavorable respecte als oceànics, va ser aquesta última selecció la que es classificaria en compte d'Itàlia i l'Argentina.
Bollesan va deixar la banqueta a la fi de 1988 i va ser substituït per Loreto Cucchiarelli, que només va durar set partits, però caracteritzats per tres «Test Match» importants: una derrota contra Austràlia a Roma el 3 de desembre, després el 31 de desembre, a Dublín, el primer partit oficial contra la selecció d'Irlanda -derrota 15-31, amb 5 assaigs a 1 per als irlandesos-, i una altra derrota a Buenos Aires 16-21, el 24 de juny de 1989 contra l'Argentina, partit que una altra vegada més va ser semblant a la mà, però que es va perdre amb el peu -un assaig i quatre cops per part dels «azzurri» contra un assaig i cinc cops dels «Pumes»-.
Una altra demostració més de la creixença del rugbi italià i del respecte adquirit en l'àmbit internacional, va ser la crida dels «Barbarians», el prestigiós club anglès de seleccionats, al primer italià: Stefano Bettarello que, a les gires de nadal de 1987 i 1988, va ser alineat quatre vegades, marcant 43 punts. Durant 9 anys, Bettarello roman com l'únic italià invitat per formar part del club blanquinegre.
Des d'aquell moment l'activitat internacional portada a terme per Itàlia, a l'igual què de la resta de les federacions, es va remodelar d'acord amb la freqüència cada quatre anys de la Copa del Món i, des del punt de vista tècnic, de la necessitat d'intensificar els enfrontaments contra els equips més representatius de la International Rugby Board. A la Copa del Món de 1991 que va tenir lloc a Anglaterra, va acudir una Itàlia, dirigida pel francès Bertrand Fourcade, que es va enfrontar en la primera fase amb els Estats Units, Anglaterra -estant el primer «Test Match» oficial entre tots dos- i Nova Zelanda; va vèncer el primer partit 30-9, van perdre segons el previst els altres dos, 6-36 contra Anglaterra, i amb un més que honorable 21-31 contra Nova Zelanda; es tracta encara del millor resultat contra els «All Blacks».

### Georges Coste i la conquesta d'Europa
Després de Fourcade, li va arribar el torn |a un altre francès, Georges Coste, que es va proposar seguir pel mateix camí imposat pel seu predecessor, sobretot al que es referia al joc dels tres quarts, que encara no havien assolit el nivell de la davantera. Amb el nou tècnic es van arrencar inicialment quatre victòries, totes al Trofeu FIRA 1992/94, entre elles una de gran prestigi: l'11 de novembre de 1993, a Treviso, van derrotar 16-9 a França. Encara que no fos un veritable «Test Match», el senyal va ser molt positiu, perquè encara que no guanyessin el campionat, el van acabar empatats a punts amb els francesos, encara que aquests tenia una millor diferència de punts. A l'estiu de 1994 l'equip comença una gira per Austràlia: dues derrotes que, tanmateix, van assenyalar un gran pas endavant atès que van ser amb marcadors ajustats davant la gran entitat de l'adversari; la primera va ser a Brisbane 20-23 amb dos assaigs a un per als «Wallabies» i la segona a Melbourne 7-20, amb un assaig per a cada equip, però cinc cops de càstig per als australians enfront de dos per als «Azzurri». El 12 d'octubre del mateix any, té lloc el primer «Test Match» contra una altra selecció del Cinc Nacions, Gal·les: a Cardiff els britànics van guanyar 29-19.
Els progressos aconseguits en disputar aquests partits d'alt nivell van ser evidents: a Treviso, el 6 de maig de 1995, Itàlia derrota per primera vegada en un «Test Match» a una selecció històrica britànica, la selecció d'Irlanda, 22-12. Al Mundial del 95 a Sud-àfrica, que es va organitzar allà per celebrar el seu retorn a la comunitat internacional després de l'apartheid, Itàlia cau eliminada a la primera fase, amb una derrota previsible contra Anglaterra, per 20-27, i contra un equip a l'abast dels «Azzurri», la selecció de Samoa, que al partit de debut venç als italians 42-18, el que fa inútil la prestigiosa victòria contra Argentina a l'últim partit del grup.
Però mentre que l'acostament a les millors seleccions europees seguia, encara que fos lentament, la diferència amb les de l'hemisferi sud era encara enorme: a la tardor de 1995 Nova Zelanda, a l'Estadi Renato Dall'Ara de Bolonya, va passar per damunt d'Itàlia 70-6 amb 10 assaigs marcats per nou jugadors distints; encara més, poques setmanes més tard a l'Estadi Olímpic de Roma, Sud-àfrica, la recentment campiona del món, al primer «Test Match» concedit als «Azzurri», venç 40-21, això sí, només aconseguint un assaig més que els italians (3 a 2).
A la fi de 1995 Itàlia s'havia trobat almenys en una ocasió amb tots els equips del Torneig de les Tres Nacions -sense aconseguir victòries- i quatre del Cinc Nacions, amb una victòria. Solament Escòcia encara no s'havia enfrontat oficialment als «Azzurri», encara que posteriorment seria derrotada a Rieti a començaments de 1996 en un partit no considerat «Test Match» perquè l'equip britànic es va presentar amb «l'equip B». El primer «Test Match» de 1996 va ser a Cardiff: els gal·lesos guanyaven el descans per 28-3, però un parcial italià de 23-3 en vint-i-cinc minuts del segon temps va portar el marcador final a 31-26, resultat que va constituir la base per iniciar a parlar seriosament de l'admissió al Cinc Nacions, una mica impensable, encara que fos cinc anys abans.
1996 va ser un any important per al rugbi mundial: la IRB obre a l'agost el camí cap al professionalisme d'un esport que, fins aleshores, era sota sospita amb alguns «premis» als jugadors i d'altres formes més o menys ocultes de pagament; la FIRA deixa de ser l'associació alternativa a la IRB per convertir-se en la filial europea, i de la mateixa manera totes les organitzacions continentals; Giancarlo Dondi va ser elegit president de la federació italiana i com primer pas per reactivar el lloc del rugbi italià i de la selecció, va començar a posar damunt la taula, a seus internacionals, la idea de la presència permanent d'Itàlia en un torneig d'alt nivell, de forma especial el Cinc Nacions. Per reforçar la seva posició internacional, els resultats que es van aconseguir al llarg de l'any: al cap l'aconseguir tots els punts al Trofeu FIRA 1995/1997, competició que els «Azzurri» havien estat més a prop d'aconseguir, fins al punt que la federació es comporta com els francesos i van enviar l'equip de promeses a derrotar a Polònia, ja que Itàlia -com França, que aleshores encara es trobava immergida en el Cinc Nacions i en el Trofeu FIRA-, orientada als grans torneigs com la Copa Mundial de Rugbi, necessitava enfrontar-se als equips més acostumats a competir al més alt nivell.
Una vegada acabada la formalitat del Trofeu FIRA, amb la victòria 64-3 contra la selecció de Portugal, per als italians va ser dens pel que fa a partits rellevants. A part del partit esmentat abans contra Gal·les, la resta de la temporada només veurà adversaris de nivell: novament la selecció de Gal·les el 15 d'octubre a l'Estadi Olímpic de Roma (derrota 22-31), derrota també a Pàdua 18-40 contra Austràlia, també derrota (21-54) a Twickenham contra Anglaterra, i debut, finalment, a Murrayfield amb un 22-29, rebut per part de la selecció d'Escòcia, completant així el grup de rivals d'alt nivell als quals s'havia enfrontat la selecció italiana en, almenys, un «Test Match».
1997 va ser l'any en el qual Itàlia comença la collita de tot allò sembrat als deu anys anteriors: al primer «Test Match» de la temporada, el 4 de gener, els «Azzurri» van derrotar a Lansdowne Road a Dublín a Irlanda 37-29, resultat que només descriu parcialment l'esdevenir del partit: Itàlia aconsegueix quatre assaigs enfront d'un solament dels irlandesos, que van reduir la diferència gràcies a vuit cops de càstig. L'heroi del partit va ser Diego Domínguez, autor de 22 punts -un assaig, quatre transformacions i tres cops de càstig-; els altres encarregats d'anotar els assaigs van ser dos de Paolo Vaccari i un de Massimo Cuttitta.
És aleshores quan arriba el dia de la final del Trofeu FIRA entre les seleccions d'Itàlia i la de França, que havien guanyat tots els partits dels seus respectius grups, també de vegades portant a equips menors tant França com Itàlia. L'entrenador de França era Jean-Claude Skrela, ajudat per l'exdirector tècnic de la selecció italiana Pierre Villepreux. El president de la Federació Francesa, Bernard Lapasset, per una promesa feta temps enrere a Giancarlo Dondi, convoca per al partit la selecció millor, la que acabava de guanyar el Cinc Nacions de 1997 amb el Grand Slam amb el que ho reconeix com «Test Match» oficial. Tenint en compte l'alternança de les seus, aquest any el partit té lloc a casa dels francesos: després d'haver jugat a Auckland, a Brisbane i a Melbourne, a l'Arms Park de Cardiff, a Murrayfield d'Edimburg, a Lansdowne Road i finalment a Twickenham, Itàlia seria encara allunyada del Parc dels Prínceps de París, on França disputava els seus partits del Cinc Nacions. La seu escollida seria l'Estadi Lesdiguières de Grenoble. El 22 de març de 1997 es produeix l'últim acte del Trofeu FIRA, i Itàlia, contra tot pronòstic, s'imposa 40-32.
Als partits de finals de 1997 i principis de 1998, Itàlia perd a Bolonya 31-62 contra Sud-àfrica, però abans de nadal, novament a Bolonya, Itàlia derrota 37-22 a Irlanda, i el gener de 1998 a Escòcia 25-22. I entre aquestes dues importants victòries, va tenir lloc la decisió més important per al rugbi italià: el consell del Cinc Nacions, reunit a París el 16 de gener de 1998, decideix incloure a Itàlia al torneig a partir de l'any 2000, convertint-se així en el Torneig de les Sis Nacions.

### Cap al Sis Nacions
Encara en quedaven dos anys per al Sis Nacions de l'any 2000, i calia classificar-se per al Mundial del 99: al novembre de 1998 Itàlia va ser inclosa a Huddersfield en un grup classificador de tres equips, amb Holanda i amb els anglesos com a locals, estant suficient ser segon per classificar-se; després de la més que previsible victòria enfront dels holandesos (67-7),) igualment previsible la derrota contra els anglesos (15-23), amb un assaig de Troncon anul·lat per l'àrbitre i, un altre irregular anglès concedit. Malgrat tot, es va aconseguir el bitllet per al Mundial que es disputaria a Gal·les a l'any següent, i es va realitzar una preparació amb adversaris de nivell: derrota a l'inici de l'any contra França a Gènova (24-49), i diverses derrotes consecutives: a Murrayfield enfront d'Escòcia (12-30), a Treviso contra Gal·les (21-60), a Lansdowne Road enfront d'Irlanda (30-39). A més a més,en ple caos organitzatiu per les diferències entre Georges Coste i la Federació, i els clubs que rebutjaven cedir als seus jugadors a la selecció -darrere el nou estatus de professionals els jugadors es convertien en patrimoni econòmic de les societats a les quals pertanyien-, es va realitzar la gira per Sud-àfrica: va ser una expedició desastrosa, que va suposar un 3-74 al primer partit contra els «Springboks» a Port Elizabeth, i un humiliant 0-101 una setmana més tard a Durban, la pitjor derrota a la història del rugbi internacional italià. Donada la situació insostenible, l'entranador Coste deixa la selecció i l'equip passa a les mans del seu segon, l'exinternacional Massimo Mascioletti. Aquest tindria la responsabilitat de dirigir a l'equip durant el Mundial de 1999. A la primera fase, novament s'enfronten a Anglaterra, però a més a més ho farien a Nova Zelanda i Tonga. Itàlia realitzaria el pitjor Mundial de la seva història: derrota 7-67 davant els anglesos, van perdre també davant de Tonga 25-28 i van tancar la participació amb un 3-101 davant els neozelandesos.

### Itàlia en primer nivell
L'entrada d'Itàlia en el torneig de les Sis Nacions coincideix també amb una profunda reestructuració del rugbi europeu: la FIRA va canviar de nom FIRA-AER; Itàlia i França abandonen definitivament el torneig continental, que passa a denominar-se des del 2000 European Nations Cup, quedant reservat per als equips de menor nivell, oficialitzant així l'ascensió d'Itàlia entre els sis millors països europeus.
Després del Mundial, també Mascioletti va deixar la banqueta «azzurro», que va ser ocupat per l'exinternacional neozelandès Brad Johnstone. Va ser l'encarregat de dirigir a la selecció en el seu primer Sis Nacions, i el debut va ser d'allò més esperançador: el 5 de febrer de 2000, al Stadio Flaminio de Roma, Itàlia derrota a Escòcia 34-20, i així aconsegueix evitar la «Cullera de fusta» a l'any del debut. Després d'aquella victòria inicial, van seguir 14 derrotes consecutives, els quatre partits restants d'aquest any 2000 i les edicions de 2001 i 2002 en blanc.
Malgrat tot, els intents de Johnstone, que heretava un equip nascut de la tradició de rugbi francès, d'impartir als «Azzurri» una disciplina a l'estil anglosaxó, van ser vistos per personatges històrics com a Marco Bollesan, exjugador, exseleccionador i dirigent de la federació, com a negatius per als jugadors italians i com si fos una decisió equivocada.
A la tardor de 2001 a Johnstone se li va unir un altre «All Black», John Kirwan, que com a jugador havia guanyat el Mundial de 1987 i que havia jugat diverses temporades a Itàlia. Després d'alguns mesos de direcció conjunta, i després del Sis Nacions 2002 que va acabar amb una altra nova «Cullera de fusta», Johnstone va ser acomiadat i Kirwan es va quedar com a director tècnic titular. Aquest va posar en evidència ràpidament els punts en què caldria treballar, de forma especial en el que es referia a la mentalitat perdedora que feia que els jugadors es consideraven ja derrotats, abans de sortir al terreny de joc, davant aquests rivals de major entitat relativa.
Al que restava de 2002, Kirwan va portar endavant a l'equip amb bons resultats en la classificació pel Mundial 2003 d'Austràlia (victòries davant d'Espanya 50-3 i Romania 
25-17, però amb resultats més dubtosos als «Test Match» amb els equips d'alt nivell: 10-64 a Hamilton contra els «All Blacks» i, la sessió tardorenca, 6-36 davant la selecció Argentina a l'Estadi Flaminio, i 3-34 contra la d'Austràlia al Stadio Luigi Ferraris de Gènova.
Al torneig de les Sis Nacions de l'any 2003, Itàlia aconsegueix la seva segona victòria a Roma contra la Selecció de rugbi de Gal·les (30-22), novament a la primera jornada. A diferència d'aquella de tres anys abans, la victòria del 2003 va ser útil per desplaçar a Itàlia de l'últim lloc, que va anar a parar per als gal·lesos, que aquests anys van obtenir la «Cullera de fusta». El recorregut després del Torneig de les Sis Nacions 2003 no va ser encoratjador: derrota a l'agost al Murrayfield Stadium (15-47) contra Escòcia, i a Limerick contra Irlanda (6-61).
A la Copa del Món de l'any 2003, disputada a Austràlia, després de la previsible derrota per enèsima vegada davant els «All Blacks» (7-70), es van aconseguir les victòries davant de Tonga (36-12), i la selecció de rugbi del Canadà (19-14), pel que el partit davant de la selecció de rugbi de Gal·les es va convertir en decisiu per al pas a quarts de final, i per als italians es va esfumar novament l'objectiu de passar de ronda, encara que això sí, ja es veia com un objectiu menys impensable que en edicions anteriors.
Encara que en el torneig de les Sis Nacions del 2004, Itàlia va tornar a evitar la «Cullera de fusta», que va anar a parar a Escòcia, que va caure derrotada pels italians en la tercera jornada, a la resta de la temporada els «Azzurri» només van realitzar «Test Match» de mitjà nivell,[derrota davant de Romania, victòria front el Japó, Canadà i els Estats Units i un altre partit tancat amb una derrota davant de Nova Zelanda (10-59).

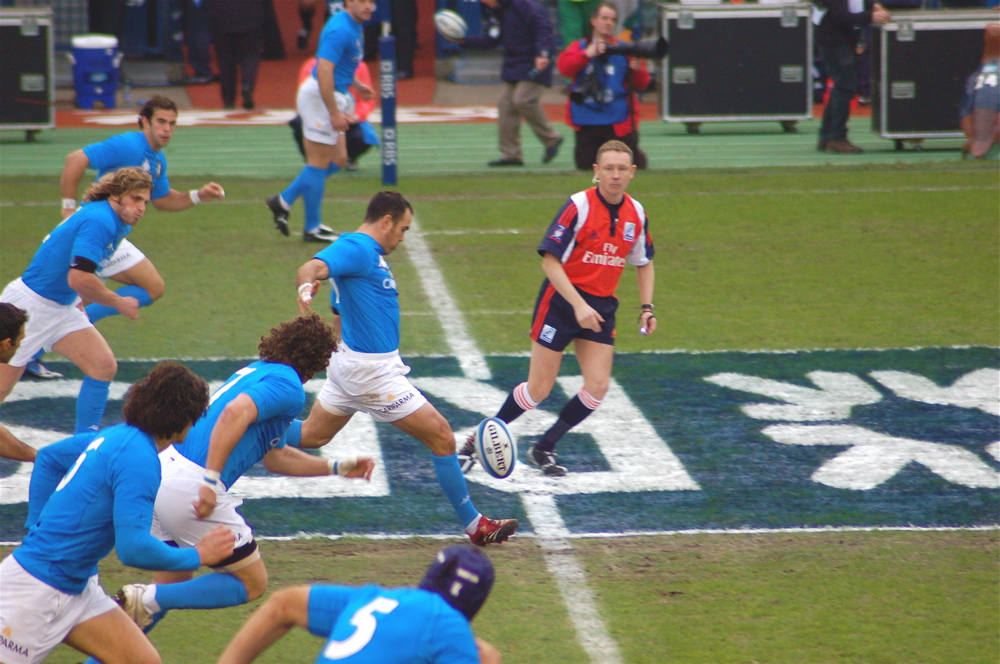
Inici de partit d'Escòcia-Itàlia a Murrayfield, Torneig de les Sis Nacions de 2007.

La «Cullera de fusta» en el Sis Nacions del 2005, va costar el càrrec de director tècnic a Kirwan, que, a l'abril, va ser substituït pel francès Pierre Berbizier, antic mig de melé internacional. Aquest es posa com principal objectiu tornar al rugbi italià als seus orígens, fill de la difusió del rugbi per Europa per part dels francesos, i cercar el desenvolupament d'un estil de joc característic propi.
La resta de 2005 va ser intensa pel que fa als «Test Match»: sis partits, dels quals tres contra Argentina, dos a la temporada estiuenca a Sud-amèrica (derrota a Salta 21-35 i victòria a Córdoba 30-29, primera que aconseguien els italians en terreny dels «Pumes», i un a la tardor (derrota a casa, a Gènova per 22-39). I també va jugar contra Austràlia (21-69) a Melbourne, la selecció de Tonga a Prato (48-0), i la selecció de rugbi de Fiji a Monza (23-8).
El Sis Nacions del 2006 veu una altra vegada a Itàlia a l'últim lloc, però per primera vegada els italians empaten un partit del torneig i, el que és estadísticament més notable, ho va fer fora de casa, a Cardiff contra Gal·les (18-18). Una altra dada molt rellevant va ser la diferència de punts obtinguda pels «Azzurri» (- 53), la millor des que iniciés la seva participació en el torneig, superior en 32 punts respecte a la millor obtinguda fins aleshores (- 85 al 2003) i quasi la meitat de les aconseguides en les altres edicions (- 122, -101, -113, -110 y -103). Els «Test Match» d'aquell any van tenir lloc en la temporada tardorenca al Stadio Flaminio contra Austràlia -una derrota convincent 18-25), després d'un partit que els «Azzurri» dominaven 15-13 al descans- i contra l'Argentina (derrota per 16-23). La resta de partits van ser victòries davant del Japó, Portugal, Rússia i el Canadà.
La selecció de Pierre Berbizier va començar a recollir els fruits del llarg treball durant el torneig Sis Nacions del 2007: dura derrota en el debut davant de França 3-39, però Itàlia es va recuperar i a la jornada següent al Twickenham Stadium als anglesos en un partit agònic que va acabar amb la derrota per 7-20, reconegut pels mateixos anglesos, oferint una prestació capaç de crear molts problemes a l'equip anglès, segons el director tècnic Brian Ashton gràcies a la falta de pressió sobre els italians, però, sobretot, en paraules del capità Phil Vickery, a una davantera enèrgica de l'equip de Berbizier.
A la següent jornada Itàlia aconsegueix la primera victòria a domicili a la seva breu història en el Sis Nacions: a Murrayfield, en Edimburg, als 6 minuts de joc ja guanyaven 21-0, gràcies a tres assaigs de Mauro Bergamasco als 19 segons de partit, d'Andrea Scanavacca als 3 minuts i de Kaine Robertson als 6, tots transformats pel mateix Scanavacca, autor al partit d'altres 9 punts en cops de càstig. El resultat final va ser 37-17 després d'un assaig quasi al final d'Alessandro Troncon, transformat per Scanavacca. A la sortida de l'equip del camp, aquest li va tributar un llarg aplaudiment.

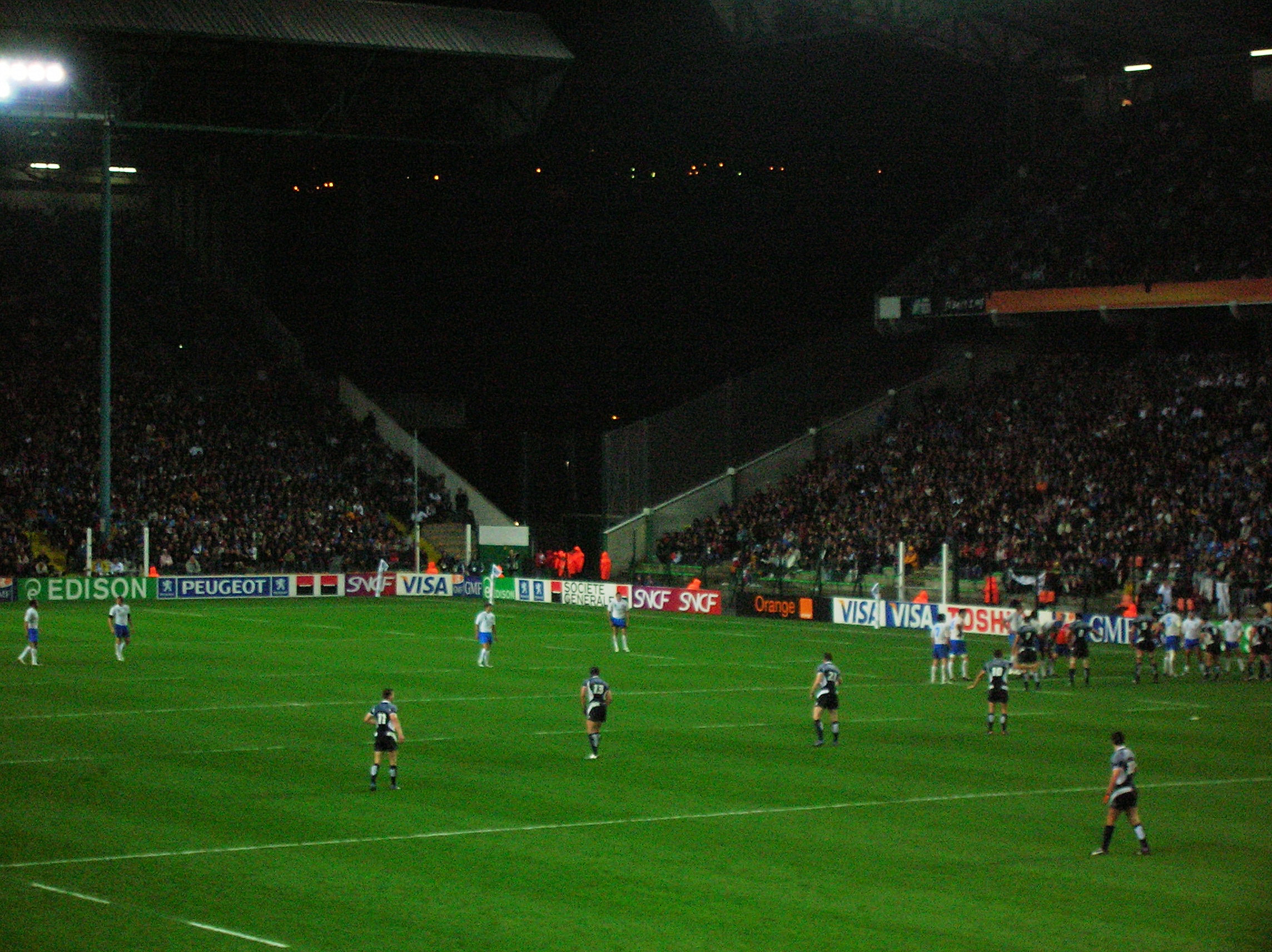
Una fase de l'Escòcia - Itàlia 18-16, en el Mundial del 2007

Però els italians no es van quedar per aquí. Dues setmanes més tard, a la quarta jornada del torneig, rebien a casa Selecció de rugbi de Gal·les i, al final d'un partit molt lluitat sempre liderat per l'equip britànic fins pocs minuts abans del final, Mauro Bergamasco va aconseguir l'assaig que significava el triomf: 23-20 i segona victòria consecutiva en el Sis Nacions.
L'equip que va ser a França a disputar el Mundial del 2007 tenia fundades esperances d'assolir els quarts de final, objectiu principal dels italians que mai abans s'havia aconseguit: el grup de cinc en què va quedar enquadrat l'equip estava format per Nova Zelanda, Romania, Portugal i Escòcia: a la pràctica quedava un lloc, descomptant el primer lloc per als «All Blacks», que haurien de disputar-se Escòcia i Itàlia.
El debut a Marsella contra els neozelandesos va ser dur, amb la derrota 14-76, però amb la il·lusió de dos assaigs realitzats i una tercer posteriorment anul·lat per l'àrbitre. Després, una soferta victòria (24-18) contra Romania, i després sense descans, una altra contra Portugal. L'últim partit, en el Stade Geoffroy-Guichard de Saint-Étienne (Loira), va ser el decisiu, i Itàlia va tenir possibilitats de guanyar-ho: amb els escocesos per davant 16-18, quasi al final, David Bortolussi va fallar el cop de càstig que hauria pogut donar avantatge als «Azzurri» i probablement la victòria i la classificació.
Berbizier, que ja havia anunciat el final de la seva fase després del Mundial, va deixar el càrrec el 30 de setembre de 2007, un dia de després de la derrota contra la selecció de rugbi d'Escòcia.

### Cap al Mundial del 2011

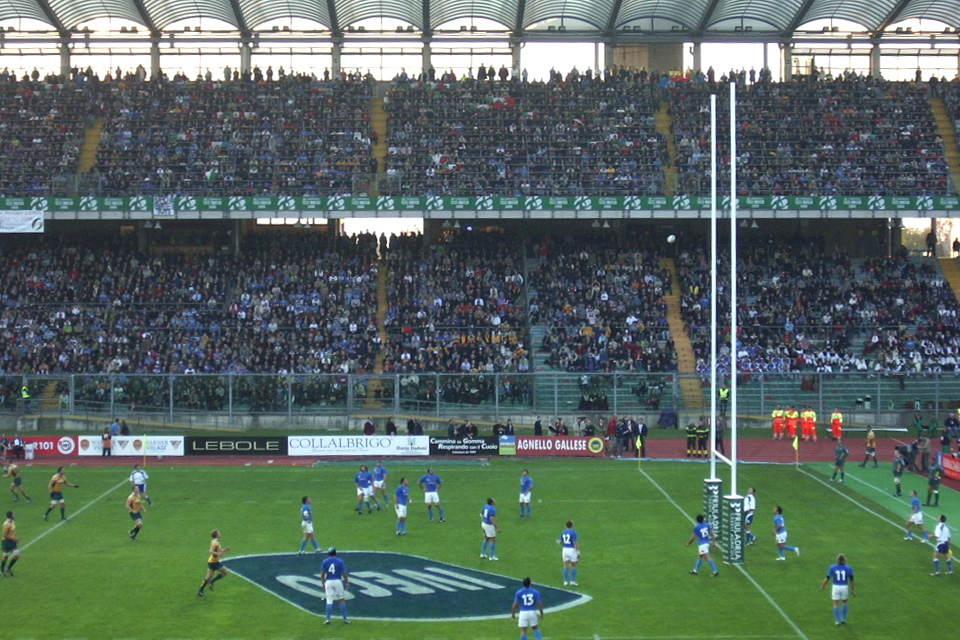
Una fase del «Test Match» Italia - Nova Zelanda a Pàdua, 8 de novembre de 2008

Per als quatre anys que faltaven per al Mundial de 2011 de Nova Zelanda, la Federació Italiana de Rugbi va posar en el càrrec de director tècnic l'1 de novembre de 2007 a l'exjugador sud-africà Nick Mallett, que ja havia estat entrenador dels «Springboks» que van infligir la famosa derrota 101-0 de Durban de 1999. L'equip ja està classificat per a la VII Copa del Món en haver quedat entre els 12 millors de l'edició anterior -els vuit quart-finalista més els millors tercers de cada grup-. La primera prova per a l'equip de Mallett va ser el Sis Nacions 2008, amb un debut positiu davant d'Irlanda a Croke Park, Dublín -derrota 11-16 amb un assaig per a cada un i una transformació i un cop de càstig d'avantatge per als irlandesos-, que va ser el preludi a una derrota a casa davant d'Anglaterra per 19-23, una gran ocasió perduda en tant que va ser fruit més de les errades italianes que de les habilitats angleses.
En aquell punt, després de dos partits, Mallett havia posat en pràctica el programa que havia anunciat la federació en el moment d'assumir el càrrec: donar una oportunitat als joves jugadors italians criats als planters nacionals. Així es pot entendre la utilització des del principi a la fi del partit contra Selecció de rugbi de Gal·les de dos jugadors del Benetton Rugby Treviso, el mig d'obertura Andrea Marcato, pràcticament el seu segon debut amb la selecció, atès que l'únic partit disputat va ser el 2006, i l'ala Alberto Sgarbi, que havia debutat a l'anterior partit contra els anglesos substituint un company. Malgrat la derrota a Cardiff (8-47) davant d'una potent Gal·les, que a la fi guanyaria el Grand Slam, la mateixa línia es va mantenir també al Stade de France a Saint-Denis contra França: resultat final de 13-25, que pocs minuts abans del final era 13-18 -amb 8 punts de Marcato-. Al final, a Roma, en l'última jornada del torneig, victòria 23-20 davant d'Escòcia que encara que no va servir per evitar l'última plaça, sí que va servir per no tindre la quarta «Cullera de fusta» després de les de 2001, 2002 i 2005.)

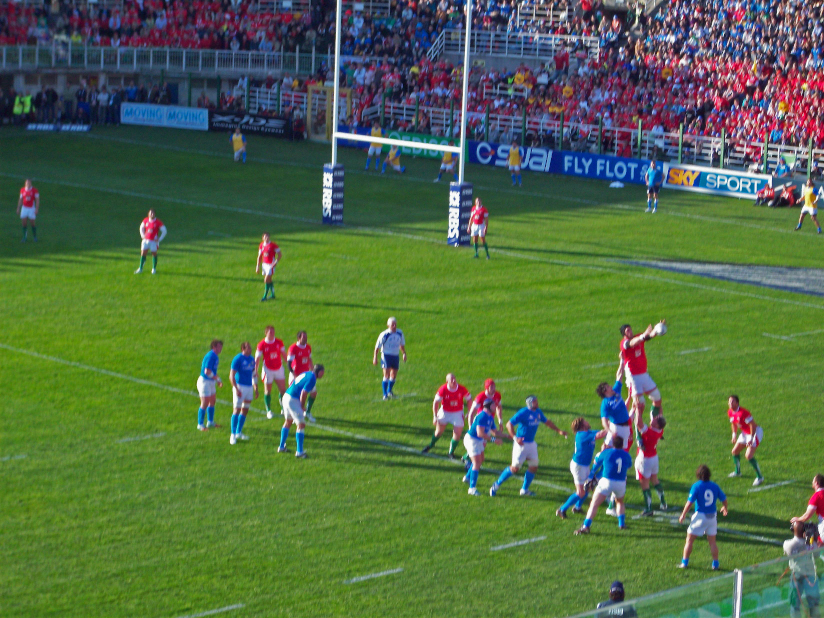
Una fase del partit Itàlia - Gal·les, torneig de les Sis Nacions de l'any 2009.

A la resta del 2008 Itàlia va fer una minigira per l'hemisferi Sud amb dos «Test Match», el primer contra la selecció de rugbi de Sud-àfrica el 21 de juny a Ciutat del Cap -amb derrota 0-26 considerada satisfactòria vist el caràcter i la intensitat defensiva, mentre que al bàndol contrari es van veure grans crítiques als Campions del Món, tant en premsa italiana com sud-africana-, i el segon el 28 de juny a Córdoba contra la selecció de rugbi de l'Argentina, veient-se novament el catxet d'Andrea Marcato, que va transformar en el minut 80 un assaig realitzat per Leonardo Ghiraldini i que va suposar el 13-12 per als «Azzurri».
Al novembre se'n van jugar tres «Test Match,» el 8 a Pàdua contra Austràlia -derrota 20-30 als últims minuts després d'arribar a estar Itàlia en empat 20-20-, el 15 a Torí una altra vegada davant de l'Argentina (derrota 14-22 deguda a proves no convincents en la defensa italiana, aprofitades pels «Pumes»,) i el 22 a Reggio de l'Emília contra els Pacific Islanders -nova derrota per 17-25 fruit d'un primer temps mancat de concentració que va acabar 10-22-.). Després d'aquests partits Itàlia, que al juny havia aconseguit ascendir a la 10a posició del rànquing IRB, va tornar a caure a l'11è lloc amb el qual havia començat l'any.
Si el final del 2008, amb tres derrotes a les gires de la tardor, no va ser gaire encoratjador, el 2009 es va convertir en un any per oblidar. El primer partit seria l'inaugural del Sis Nacions 2009 el 7 de febrer a Twickenham davant d'Anglaterra: Itàlia patiria una derrota humiliant, no tant al resultat (36-11) com a la sensació que el The Times reflecteix com La pitjor Itàlia des de la seva entrada al Sis Nacions el 2000. La segona jornada, aquesta vegada davant d'Irlanda al Flaminio, va oferir una altra derrota per 9-38, on es va criticar l'escassa preparació física i mental dels «Azzurri» en anar guanyant 9-7 al descans. El següent partit també es va saldar amb una derrota, davant de la selecció d'Escòcia per 26-6, en un partit en què els italians van jugar a un mal nivell que els portava directes a la seva 4a «Cullera de fusta». El quart partit, contra Gal·les a Roma, va ser el millor del torneig dels italians, que van tenir oportunitat de guanyar fins a l'últim minut, gràcies a un gran partit del capità Sergio Parisse i a un Andrea Marcato que va anotar els cinc cops de càstig xiulats; desgraciadament, al final 15-20 per als gal·lesos. El cinquè i últim partit es va saldar amb la confirmació del pitjor any d'Itàlia al torneig de les Sis Nacions en caure derrotats per 8-50 al Flaminio per la selecció de rugbi de França, el que va portar el president de la Federazione Italiana Rugbi, Giancarlo Dondi, a dir que «sort que s'ha acabat aquest torneig». Itàlia perdria un lloc més al rànquing de la International Rugby Board el 2 de març, caient fins a la 12a posició.

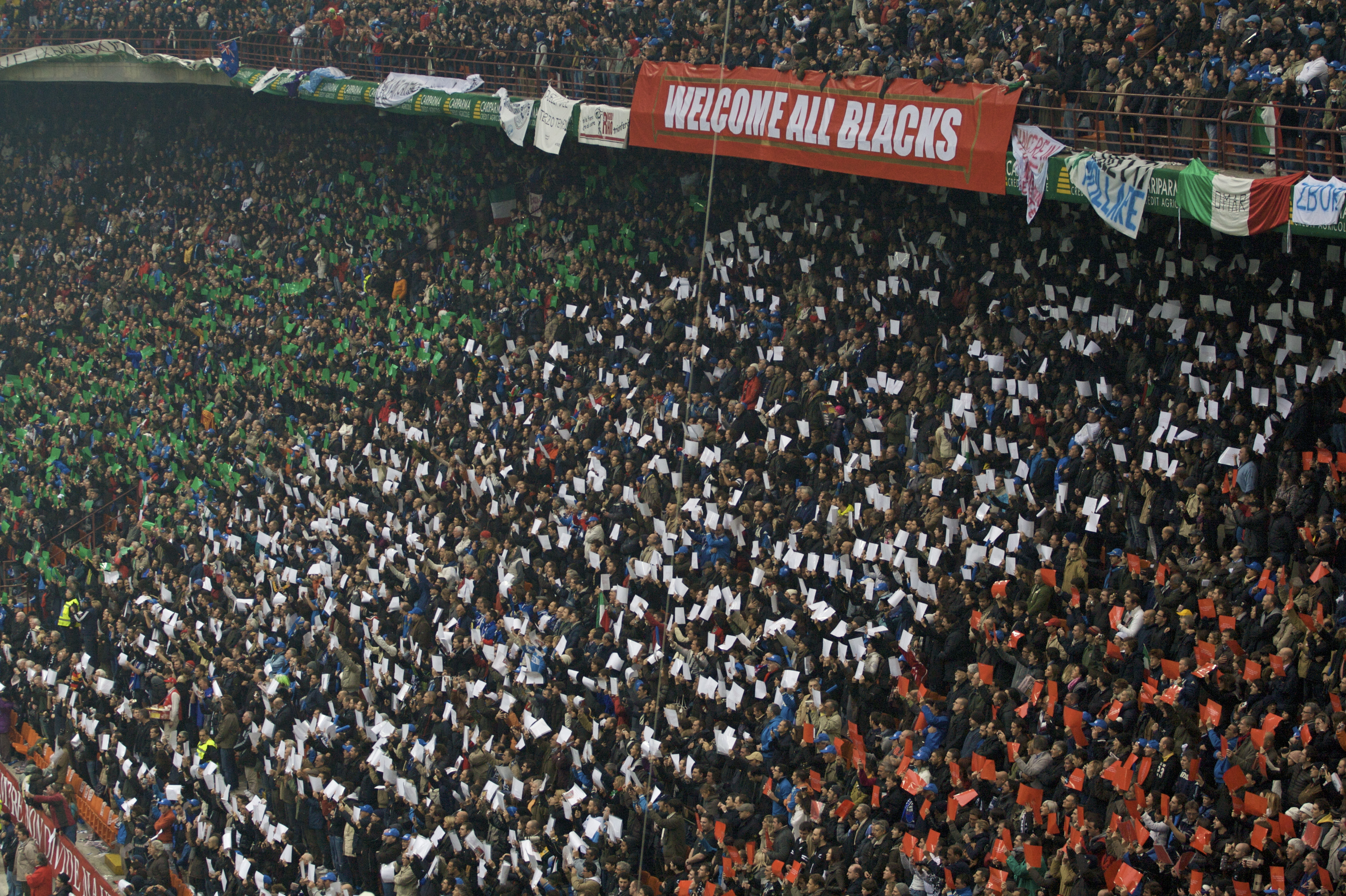
Aspecte de les grades de l'Estadi Giuseppe Meazza durant l'Itàlia - Nova Zelanda del 14 de novembre de 2009

El mes de juny, durant la gira estiuenca a terres australianes i neozelandeses, els «Azzurri» recullen tres derrotes: el 13, a Canberra, per 31-8 i el 20 a Melbourne 34-12, tots dos contra Austràlia, i el 27 a Christchurch 27-6 contra els «All Blacks».
Les gires de tardor dels equips de l'hemisferi Sud van començar de manera espectacular per a Itàlia: el 14 de novembre, amb la selecció de rugbi de Nova Zelanda com a contrincant, s'aconsegueix una fita per al rugbi italià, omplir amb 80.018 aficionats l'Estadi Giuseppe Meazza de Milà -en aquest cas el resultat és allò de menys, amb la treballada victòria All Black per 6-20-. El segon partit d'aquesta gira va tenir lloc a Udine el 21 de novembre, amb la derrota per 10-32 contra una Selecció de rugbi de Sud-àfrica, que venia de perdre els anteriors tres partits de la gira enfront de França i els equips anglesos dels Leicester Tigers i els Saracens. Per fi, el 28 de novembre, a Ascoli, es trencaria la mala ratxa de tretze derrotes consecutives -Itàlia no guanyava un partit des de la victòria sobre Argentina el 28 de juny de 2008-, en vèncer el conjunt italià a Samoa per 24-6.
El 2010 començava amb l'absència del capità Parisse lesionat de gravetat i amb el primer partit del Sis Nacions enfront dels campions de l'any anterior, Irlanda. El partit disputat el 6 de febrer a Croke Park, Dublín, no va tenir gaire història: victòria còmoda dels irlandesos 29-11. La segona jornada, contra Anglaterra, es va jugar el 14 de febrer al Flaminio, i l'equip italià va mantenir l'empat fins al minut 45, quan Matthew Tait va aconseguir l'assaig que desequilibraria el partit i acabaria 12-17, la derrota més ajustada d'Itàlia enfront d'Anglaterra -única selecció europea que no ha estat derrotada mai pels transalpins-. El treball dels italians va tenir els seus fruits al partit davant d'Escòcia del 27 de febrer, amb la victòria, molt treballada en defensa, 16-12, gràcies a un assaig de Pablo Canavosio i els punts al peu de Mirco Bergamasco. Amb aquesta victòria s'aconseguia evitar la «Cullera de fusta» davant els rivals favorits del Sis Nacions, Escòcia, als quals han guanyat en cinc ocasions, una d'elles a domicili.
Els dos partits restants del Torneig de les Sis Nacions del 2010, van tenir un desenvolupament i resultat similars davant de França, el 14 de març a París, i Gal·les, el 20 de març a Cardiff: Itàlia dominada de principi a final (46-20) i (33-10) respectivament.
Al mes de juny, Itàlia va viatjar a Sud-àfrica per enfrontar-se en dues ocasions amb els Springboks. El primer partit es va jugar el 19 de juny en el Puma Stadium de Witbank: derrota per 29-13, la més petita derrota de la història contra els sud-africans, amb un assaig de Sergio Parisse el dia de la seva reaparició i dos cops de càstig de Mirco Bergamasco; el segon partit va ser tot diferent, atès que els «Springboks», després de les crítiques rebudes del partit anterior, no van tenir pietat i van vèncer el 26 de juny a  Londres] per 55-11.
Les gires tardorenques de novembre van portar un panorama similar a les d'altres anys: dues derrotes davant d'equips netament superiors (22-16 el 13 de novembre davant els «Pumes» de l'Argentina, i 14-32 davant de la selecció d'Austràlia el dia 20, i per acabar una victòria soferta i poc lluïda, amb més ombres que llums, davant de Fiji el 27 de novembre a Mòdena.

## Estadístiques
La Selecció de rugbi d'Itàlia, fins al 26 de juny de 2010, ha disputat 395 partits. D'aquests, 346 es poden considerar com partits oficials internacionals, mentre que els altres 49 van ser contra seleccions no etiquetades com a absolutes o no representatives d'una federació, com els Barbarians, els African Leopards, la selecció «B» de França, XV o Espoirs, etc. Al final les estadístiques es refereixen als 346 oficials. El rècord d'internacionalitats el té Alessandro Troncon, amb 101 partits des de 1994 a 2007, amb la participació en quatre Mundials consecutius (1995, 1999, 2003 i 2007) i sis al Torneig de les Sis Nacions del 2000 al 2003 i després als anys 2005 i 2007. El rècord de punts està en possessió d'italo-argentí Diego Domínguez amb 983 punts en 73 partits. Domínguez suma també 27 punts previs amb l'Argentina, per la qual cosa la suma total (1.010), ho porta a ser el tercer màxim anotador de la història en partits internacionals, pel darrere de l'anglès Jonny Wilkinson (1.178), i el gal·lès Neil Jenkins (1.090). Al rècord d'assajos, el té Marcello Cuttitta, amb vint-i-cinc, seguit de Paolo Vaccari amb vint-i-dos.

### Sis Nacions
|                                               | · Anglaterra | · Escòcia | · França | · Gal·les | · Irlanda | · Itàlia |
| --------------------------------------------- | ------------ | --------- | -------- | --------- | --------- | -------- |
| Tornejos                                      | 123          | 125       | 90       | 125       | 125       | 20       |
| Victòries en solitari (Victòries compartides) |              |           |          |           |           |          |
| Nacions Locals                                | 5 (4)        | 9 (2)     | -        | 7 (4)     | 4 (4)     | -        |
| Cinc Nacions                                  | 17 (6)       | 5 (6)     | 12 (8)   | 15 (8)    | 6 (5)     | -        |
| Sis Nacions                                   | 6            | 0         | 5        | 5         | 4         | 0        |
| Total                                         | 28 (10)      | 14 (8)    | 17 (8)   | 27 (12)   | 14 (9)    | 0        |
| Grand Slams                                   |              |           |          |           |           |          |
| Nacions Locals                                | 0            | 0         | -        | 2         | 0         | -        |
| Cinc Nacions                                  | 11           | 3         | 6        | 6         | 1         | -        |
| Sis Nacions                                   | 2            | 0         | 3        | 4         | 2         | 0        |
| Total                                         | 13           | 3         | 9        | 12        | 3         | 0        |
| Triples Corones                               |              |           |          |           |           |          |
| Nacions Locals                                | 5            | 7         | -        | 6         | 2         | -        |
| Cinc Nacions                                  | 16           | 3         | -        | 11        | 4         | -        |
| Sis Nacions                                   | 4            | 0         | -        | 4         | 5         | -        |
| Total                                         | 25           | 10        | -        | 21        | 11        | -        |
| Culleres de fusta                             |              |           |          |           |           |          |
| Nacions Locals                                | 11           | 8         | -        | 8         | 15        | -        |
| Cinc Nacions                                  | 14           | 21        | 17       | 12        | 21        | -        |
| Sis Nacions                                   | 0            | 3         | 0        | 1         | 0         | 8        |
| Total                                         | 25           | 32        | 17       | 21        | 36        | 8        |
| Actualitzaco després del torneig 2019         | Anglaterra   | Escòcia   | França   | Gal·les   | Irlanda   | Itàlia   |

## Selecció de l'any 2013
Jacques Brunel va anunciar la seva selecció de 30 homes per al torneig de les Sis Nacions 2013 el 10 de gener de 2013.

Entrenador:  Jacques Brunel
| Jugador               | Posició      | Naixement              | Club             |
| Leonardo Ghiraldini   | Taloner      | 26 de desembre de 1984 | Benetton Treviso |
| Davide Giazzon        | Taloner      | 16 de gener de 1986    | Zebre            |
| Martin Castrogiovanni | Pilar        | 21 d'octubre de 1981   | Leicester Tigers |
| Lorenzo Cittadini     | Pilar        | 17 de desembre de 1982 | Benetton Treviso |
| Alberto de Marchi     | Pilar        | 13 de març de 1986     | Benetton Treviso |
| Andrea Lo Cicero      | Pilar        | 7 de maig de 1976      | Racing Métro 92  |
| Michele Rizzo         | Pilar        | 16 de setembre de 1982 | Benetton Treviso |
| Joshua Furno          | Segona línia | 21 d'octubre de 1989   | Narbonne         |
| Quintin Geldenhuys    | Segona línia | 19 de juny de 1981     | Zebre            |
| Francesco Minto       | Segona línia | 20 de maig de 1987     | Benetton Treviso |
| Antonio Pavanello     | Segona línia | 13 d'octubre de 1982   | Benetton Treviso |
| Robert Barbieri       | Flanker      | 5 junio 1984           | Benetton Treviso |
| Paul Derbyshire       | Flanker      | 3 de novembre de 1986  | Benetton Treviso |
| Simone Favaro         | Flanker      | 7 de novembre de 1988  | Benetton Treviso |
| Alessandro Zanni      | Flanker      | 31 de gener de 1984    | Benetton Treviso |
| Sergio Parisse (c)    | Nº8          | 12 de setembre de 1983 | Stade Français   |
| Manoa Vosawai         | Nº8          | 12 d'agost de 1983     | Benetton Treviso |

| Jugador                 | Posició        | Naixement              | Club             |
| Tobias Botes            | Mig de melé    | 26 d'abril de 1984     | Benetton Treviso |
| Edoardo Gori            | Mig de melé    | 5 de març de 1990      | Benetton Treviso |
| Kristopher Burton       | Mig d'obertura | 4 d'agost de 1980      | Benetton Treviso |
| Luciano Orquera         | Mig d'obertura | 12 d'octubre de 1981   | Zebre            |
| Tommaso Benvenuti       | Centre         | 12 de desembre de 1990 | Benetton Treviso |
| Gonzalo Canale          | Centre         | 11 de novembre de 1982 | La Rochelle      |
| Gonzalo García          | Centre         | 18 de febrer de 1984   | Zebre            |
| Alberto Sgarbi          | Centre/Ala     | 26 novembre 1986       | Benetton Treviso |
| Tommaso Iannone         | Ala            | 16 de setembre de 1990 | Benetton Treviso |
| Luke McLean             | Ala            | 29 de juny de 1987     | Benetton Treviso |
| Giovanbattista Venditti | Ala            | 27 de març de 1990     | Zebre            |
| Paolo Buso              | Darrere        | 28 julil 1986          | Zebre            |
| Andrea Masi             | Darrere        | 30 de març de 1981     | London Wasps     |

## Entrenadors
Llista obtinguda a partir de les dades del llibre de Luciano Ravagnani: Rugbi. Storia del Rugbi Mondiale dalli origini a oggi (2 edició) 2007.
| Nom                                                         | Inici                  | Final                  | Jug | G  | E | P  | % G/Jug |
| ----------------------------------------------------------- | ---------------------- | ---------------------- | --- | -- | - | -- | ------- |
| Arnaldo Cortese · John Thomas                               | 20 de maig 1929        | -                      | 1   | 0  | 0 | 1  | 0       |
| Arturo Cameroni · Luigi Bricchi                             | 29 de maig de 1930     | -                      | 1   | 1  | 0 | 0  | 100     |
| Luigi Bricchi                                               | 1 de novembre de 1932  | 26 de novembre de 1934 | 4   | 3  | 0 | 1  | 75      |
| Luigi Bricchi · Julien Saby                                 | 26 de desembre de 1934 | 7 d'abril de 1935      | 1   | 1  | 0 | 0  | 100     |
| Julien Saby                                                 | 7 d'abril de 1935      | 14 de maig de 1936     | 2   | 0  | 0 | 2  | 0       |
| Luigi Bricchi · Michel Boucheron                            | 14 de maig de 1936     | 16 de maig de 1936     | 2   | 1  | 0 | 1  | 50      |
| Luigi Bricchi · Julien Saby                                 | 1 de gener de 1937     | 17 d'octubre de 1937   | 5   | 2  | 1 | 2  | 40      |
| Luigi Bricchi                                               | 6 de març de 1938      | 20 de novembre de 1938 | 1   | 0  | 0 | 1  | 0       |
| Luigi Bricchi · Giuseppe Sessa                              | 20 de novembre de 1938 | 19 de març de 1940     | 2   | 1  | 0 | 1  | 50      |
| Romano Bonifazi                                             | 19 de març de 1940     | 9 de febrer de 1941    | 2   | 1  | 0 | 1  | 50      |
| Luigi Bricchi · Franco Chiaserotti                          | 9 de febrer de 1941    | 2 de maig de 1942      | -   | -  | - | -  | -       |
| Luigi Bricchi · Franco Chiaserotti                          | 2 de maig de 1942      | 18 de maig de 1947     | 1   | 1  | 0 | 0  | 100     |
| Tommaso Fattori                                             | 18 de maig de 1947     | 27 de març de 1949     | 2   | 1  | 0 | 1  | 50      |
| Giorgio Briasco · Antonio Radicini                          | 27 de març de 1949     | 26 de febrer de 1950   | 2   | 0  | 0 | 2  | 0       |
| Romano Bonifazi                                             | 26 de febrer de 1950   | 29 de juliol de 1950   | -   | -  | - | -  | -       |
| Francesco Vinci                                             | 29 de juiol de 1950    | 4 d'octubre de 1950    | -   | -  | - | -  | -       |
| Renzo Maffioli                                              | 4 d'octubre de 1950    | 25 de febrer de 1951   | -   | -  | - | -  | -       |
| Renzo Maffioli · Julien Saby                                | 25 de febrer de 1951   | 1 d'agost de 1954      | 9   | 6  | 0 | 3  | 66,7    |
| Piermarcello Farinelli · Aldo Invernici · Umberto Silvestri | 1 d'agost de 1954      | 22 de desembre de 1956 | 8   | 5  | 0 | 3  | 62,5    |
| Giulio Fereoli · Aldo Invernici · Umberto Silvestri         | 22 de desembre de 1956 | 8 de desembre de 1957  | 2   | 1  | 0 | 1  | 50      |
| Sergio Barilari · Aldo Invernici · Umberto Silvestri        | 8 de desembre de 1957  | 19 de juliol de 1958   | 1   | 0  | 0 | 1  | 0       |
| Sergio Barilari · Mario Battaglini · Aldo Invernici         | 19 de juliol de 1958   | 10 d'abril de 1960     | 2   | 1  | 0 | 1  | 50      |
| Sergio Barilari · Romano Bonifazi                           | 10 d'abril de 1960     | 22 abril de 1962       | 4   | 2  | 0 | 2  | 50      |
| Aldo Invernici                                              | 22 d'abril de 1962     | 8 de desembre de 1965  | 7   | 2  | 0 | 5  | 28,5    |
| Sergio Barilari · Mario Martone                             | 8 de desembre de 1965  | 28 d'octubre de 1967   | 7   | 3  | 1 | 3  | 42,8    |
| Aldo Invernici                                              | 28 d'octubre de 1967   | 24 de maig de 1970     | 8   | 7  | 0 | 1  | 87,5    |
| Giordano Campice                                            | 24 de maig de 1970     | 25 d'octubre d 1970    | 2   | 2  | 0 | 0  | 100     |
| Sergio Barilari                                             | 25 d'octubre de 1970   | 10 d'abril de 1971     | 3   | 0  | 0 | 3  | 0       |
| Guglielmo Geremia                                           | 11 abril 1971          | 27 mayo 1971           | 1   | 0  | 0 | 1  | 0       |
| Aldo Invernici                                              | 28 de maig de 1971     | 19 de febrer de 1972   | -   | -  | - | -  | -       |
| Umberto Levorato                                            | 20 de febrer de 1972   | 25 de novembre de 1972 | 4   | 1  | 2 | 1  | 25      |
| Gianni Villa                                                | 26 de novembre de 1972 | 14 de febrer de 1975   | 20  | 6  | 1 | 13 | 30      |
| Roy Bish                                                    | 15 de febrer de 1975   | 1 d'abril de 1977      | 15  | 8  | 1 | 6  | 53,3    |
| Isidoro Quaglio                                             | 2 d'abril de 1977      | 1 de maig de 1977      | 2   | 1  | 0 | 1  | 50      |
| Gwyn Evans                                                  | 23 d'octubre de 1977   | 23 d'octubre de 1978   | 5   | 1  | 1 | 3  | 20      |
| Pierre Villepreux                                           | 24 d'octubre de 1978   | 24 d'octubre de 1981   | 24  | 10 | 1 | 13 | 41,6    |
| Paolo Paladini · Marco Pulli                                | 25 d'octubre de 1981   | 9 de novembre de 1985  | 28  | 16 | 2 | 10 | 57,14   |
| Marco Bollesan                                              | 10 de novembre de 1985 | 4 de novembre de 1988  | 19  | 7  | 1 | 11 | 36,8    |
| Loreto Cucchiarelli                                         | 5 de novembre de 1988  | 29 de setembre de 1989 | 7   | 1  | 0 | 6  | 14,3    |
| Bertrand Fourcade                                           | 30 de setembre de 1989 | 30 d'agost de 1993     | 29  | 17 | 0 | 12 | 58,6    |
| Georges Coste                                               | 31 d'agost de 1993     | 19 de juny de 1999     | 48  | 19 | 1 | 28 | 39,6    |
| Massimo Mascioletti                                         | 20 de juny de 1999     | 4 de febrer de 2000    | 5   | 2  | 0 | 3  | 40      |
| Brad Johnstone                                              | 5 de febrer de 2000    | 26 d'abril de 2002     | 27  | 5  | 0 | 22 | 18,5    |
| John Kirwan                                                 | 27 d'abril de 2002     | 18 d'abril de 2005     | 32  | 10 | 0 | 22 | 31,2    |
| Pierre Berbizier                                            | 19 d'abril de 2005     | 30 de setembre de 2007 | 30  | 12 | 1 | 17 | 40      |
| Nick Mallett                                                | 3 d'octubre de 2007    | 30 d'octubre de 2011   | 42  | 9  | 0 | 33 | 21,4    |
| Jacques Brunel                                              | 1 de novembre de 2011  |                        |     |    |   |    |         |